# Saint-Loup-en-Comminges
Saint-Loup-en-Comminges – miejscowość i gmina we Francji, w regionie Oksytania, w departamencie Górna Garonna.
Według danych na rok 1990 gminę zamieszkiwało 36 osób, a gęstość zaludnienia wynosiła 8 osób/km² (wśród 3020 gmin regionu Midi-Pireneje Saint-Loup-en-Comminges plasuje się na 1027. miejscu pod względem liczby ludności, natomiast pod względem powierzchni na miejscu 1530.).